# Brahmana microphthalma
Brahmana microphthalma és una espècie d'insecte plecòpter pertanyent a la família dels pèrlids. Es troba a Àsia: l'Índia.